# Camarotus
Camarotus är ett släkte av skalbaggar. Camarotus ingår i familjen vivlar.

## Dottertaxa tillCamarotus, i alfabetisk ordning[1]
- Camarotus angustifrons
- Camarotus attelaboides
- Camarotus bruchoides
- Camarotus cassidoides
- Camarotus coccinelloides
- Camarotus colombicus
- Camarotus costaricensis
- Camarotus dilatatus
- Camarotus dispar
- Camarotus fusiger
- Camarotus impressifrons
- Camarotus maculatus
- Camarotus marginalis
- Camarotus notatipennis
- Camarotus ohausi
- Camarotus petropolitanus
- Camarotus pusillus
- Camarotus rotundipennis
- Camarotus rufus
- Camarotus sabanillae
- Camarotus singularis
- Camarotus submaculatus